# سامانه کتابخانه دانشگاه دوک

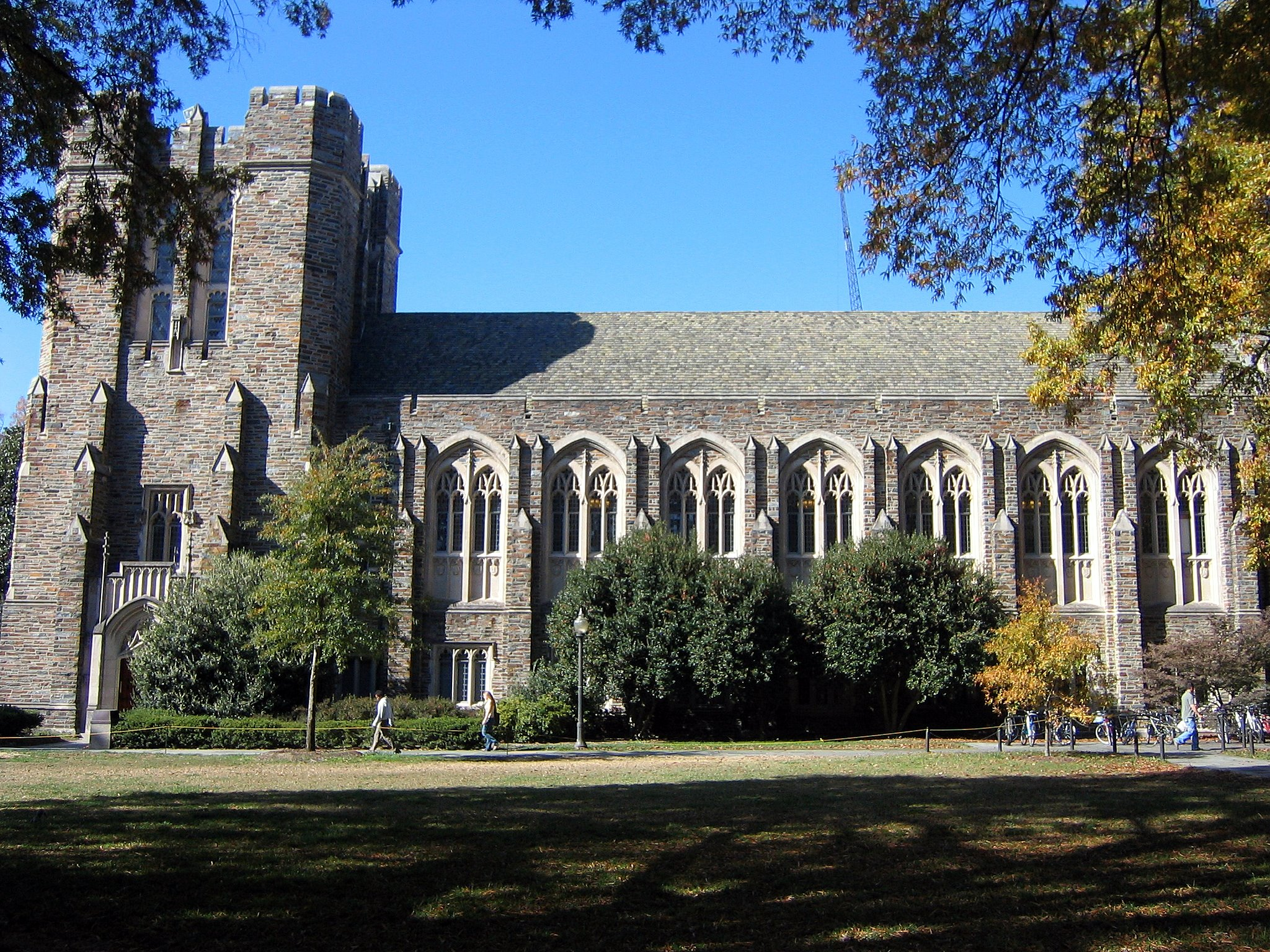

سامانه کتابخانه دانشگاه دوک (به انگلیسی: Duke University Library System) نام یک سامانه کتابخانه‌ای بزرگ در آمریکا است. این موسسه متعلق به دانشگاه دوک است.
سیستم کتابخانه این دانشگاه با ۵٬۹۵۰٬۴۴۲ عنوان کتاب در زمره بزرگترین مخازن کتب کشور آمریکا محسوب می‌شود.